# Podliski (rejon żydaczowski)
Podliski (ukr. Підліски) – wieś na Ukrainie w rejonie żydaczowskim obwodu lwowskiego.

## Historia
Pod koniec XIX w. wieś w powiecie bóbreckim.